# Skleros (Adelsgeschlecht)
Die Skleros, im Plural Skleroi (griechisch: Σκληροί,), in weiblicher Form Skleraina (griechisch: Σκλήραινα), zählten zu den ältesten und reichsten byzantinischen Adelsgeschlechtern. Sie traten zu Beginn des neunten Jahrhunderts urkundlich auf und erreichte in der zweiten Hälfte des 10. Jahrhunderts den Höhepunkt ihrer Macht. Die Skleroi waren mit verschiedenen kaiserlichen Dynastien verwandt, kamen an die Kaiserkrone durch den Gegenkaiser Bardas Skleros nahe heran, konnten sie jedoch nie erringen. Ihr Einfluss wechselte mit den jeweiligen Herrschern schwächte sich aber Im 11. Jahrhundert ab, wodurch später kaum noch Mitglieder der Familie in Führungspositionen aufscheinen. Im 14. Jahrhundert sind sie aus den Aufzeichnungen verschwunden.
Trotzdem hinterließen sie in Europa eine dauerhafte Nachkommenschaft in weiblicher Linie. Dies einerseits durch die Ehe der Theophano Skleraina († 991) mit Kaiser Otto II. und andererseits durch die außereheliche Verbindung der Maria Skleraina mit Kaiser Konstantin IX. von Byzanz, aus der Anna Monomachina hervorging, die aus ihrer Ehe mit Wsewolod I. Jaroslawitsch (* 1030, † 13. April 1093) Großfürst der Kiewer Rus (1078–1093) Nachkommen hinterließ. Hinzu kommt, dass über die Ehefrau des Bardas Skleros arabische Vorfahren Eingang in europäische Dynastien fanden.

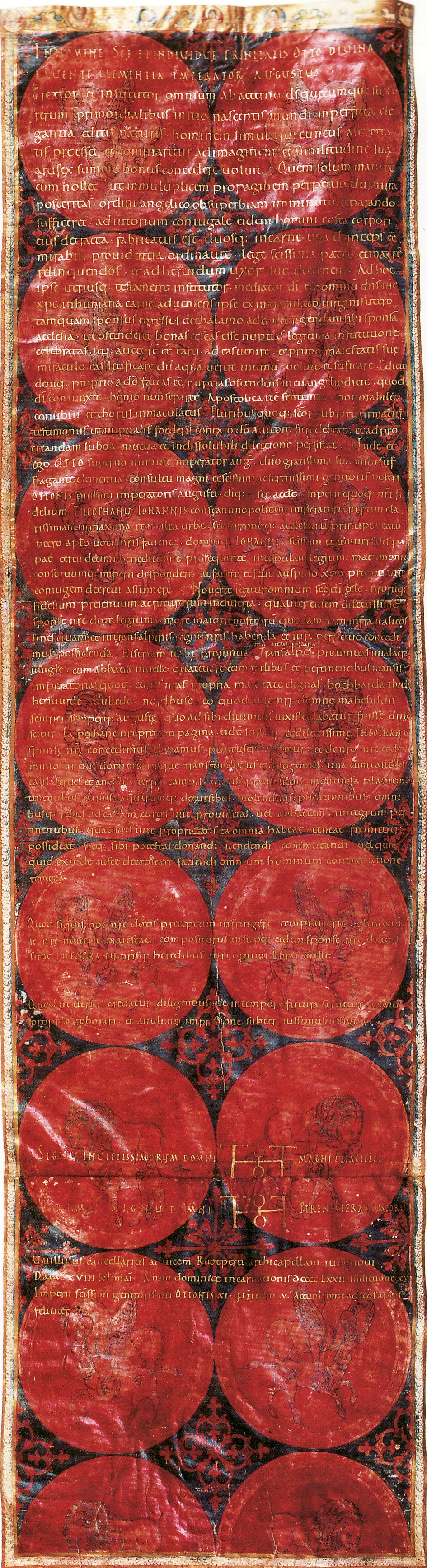
Heiratsurkunde Ottos und Theophanus (Staatsarchiv Wolfenbüttel 6 Urk 11): Mit dieser Urkunde hat Otto seiner Gemahlin umfangreiche Ländereien im Reich und in Italien als Morgengabe zugewiesen. Die Urkunde ist in einer Prunkausfertigung überliefert, bei der der Text in Goldschrift auf einem mit Tierornamenten gemusterten, purpurfarbenen Grund steht.

## Ursprung
Für die Familie der Skleroi wird allgemein ein armenischer Ursprung angenommen, obwohl es darüber keinen schriftlichen Beleg gibt. Diese Annahme beruht darauf, dass die Ländereien der ältesten bekannten Familienmitglieder im Nordosten Kleinasiens, entweder in Kleinarmenien oder im Thema Sivas lagen und dass die Vornamen der Familienmitglieder vielfach armenischer Herkunft waren.
Als erster historisch gesicherter Ahnherr gilt Leon Skleros, der 805 und 811 als Strategos (Militärgouverneur) des Themas Peloponnes urkundlich auftritt. Die Stammfolge der nächsten Generationen beruht auf begründeten Vermutungen, ist aber nicht durch urkundliche Nachweise gesichert. Die männlichen Mitglieder folgten der Tradition des Militäradels und dienten als Offiziere der kaiserlichen Armee, wobei im 9. Jahrhundert der Schwerpunkt ihrer Einsätze am Balkan lag.

## Aufstieg
Zum Aufstieg der Familie dürfte nicht unwesentlich die strategische Ehe des Leon Skleros mit Eirene Mamikonjan, beigetragen haben. Eirene stammte aus dem gleichnamigen armenischen Fürstenhaus, das bereits 314 mit Artavazd Mamikonjan „Sparapet“ d. h. als Oberkommandierender der armenischen Streitkräfte urkundlich auftritt, ein Amt, das später in der Familie erblich wurde. Vom 4. Jahrhundert an waren die Mamikonjan die mächtigste Dynastie in Armenien, bis sie im 8. Jahrhundert von den Bagratiden verdrängt wurden. Der Vater von Eirene war Bardanes „Tourkos“ (der Türke) Mamikonjan (* 755/60, † nach 813), Domestikos ton scholon (Oberkommandierender der Reichstruppen), Senator etc., der durch seine Schwester ein Onkel von Leo V. (* um 775, † 25. Dezember 820), Kaiser von Byzanz (813–820), und durch seine Tochter Thekla Schwiegervater von Michael II. (* 770, † 829) Kaiser von Byzanz (820–829) aus der amorischen Dynastie und Großvater von Theophilos (* um 813, † 842), Kaiser von Byzanz (829–842), war.
Ein vermutlicher Sohn des Leon Skleros – Vorname unbekannt – tritt 838 als byzantinischer Feldherr auf, zerstritt sich jedoch mit seinem Verwandten Kaiser Theophilus und trat aus Zorn in den Dienst der Araber, kämpfte auf deren Seite gegen Byzanz, geriet aber später aber in Konflikt mit Umar al-Aqta, dem Emir von Malatya.
Die Familie wurde unter Kaiser Basileios I. (867–886) aus der makedonischen Dynastie wieder in Gnaden aufgenommen, da Theodoros Skleros im Jahre 869 die Funktion eines Strategos (Gouverneur einer Militärprovinz) ausübte und den hohen Titel eines Magistros trug.
Die Söhne von Theodoros, Antonios Skleros – Stratege des Thema Hellas- und Niketas Skleros – Drungarios tou ploimou (Admiral der kaiserlichen Flotte) und 894 byzantinischer Gesandter am Hof des Fürsten der Ungarn, Árpád, dem Stifter der Dynastie der Árpáden – hatten beide den hohen Rang eines Patrikios.
Ein neuerlicher Rückschlag für die Familie war die Herrschaft von Leo V. „dem Weisen“ (* 866, † 912) Kaiser von Byzanz (886–912), der die rivalisierenden Familien der Phokadai und Dukai begünstigte, die die hohen Militärkommandos und die hohen Verwaltungsposten im Staat übernahmen.
Besser erging es den Skleroi unter der Herrschaft von Romanos Lekapenos (* um 870, † 948) Kaiser von Byzanz (920–944), da der General Pantherios Skleros zum Strategos (Gouverneur einer Militärprovinz) des Thema Lykandos und später des Themas Thrakesion ernannt wurde und schließlich als 943–944 als Domestikos ton scholon (Oberkommandierender der Reichstruppen) die Spitze der militärischen Hierarchie erreichte. Er wurde jedoch in dieser Funktion schon 944 von Bardas Phokas dem Älteren (* um 878, † um 968) abgelöst.

## Höhepunkt unter Bardas Skleros
Die wohl bedeutendste Person des Hauses war Bardas Skleros († 991), der 956 mit dem Titel „Patrikios“, der nur dem byzantinischen Hochadel übertragen wurde. Er war ein Waffengefährte, Freund und Schwager des Johannes Tzimiskes (* 924, † 10. Jänner 976), was ihm nach dessen Thronbesteigung im Jahre 969 zugutekam, da er 970 zum Domestikos ton scholon des Ostens (Oberkommandierender der byzantinischen Streitkräfte im Osten) aufstieg. Es gelang ihm, in der Schlacht von Arkadiopolis (970) die Armee von Swjatoslaw I. Igorewitsch, dem Großfürsten der Kiewer Rus (945–972), zu besiegen und 971 die Revolte des Bardas Phokas des Jüngeren (* um 940/45, † 13. April 989) niederzuwerfen.
Seine Absetzung nach dem Tod von Kaiser Johannes Tzimiskes veranlassten ihn 976 zur Revolte, in deren Verlauf ihn seine Armee zum Kaiser ausrief. Mit Unterstützung des Emirs von Mossul Fadl Allah Abu Taghlib al Ghadanfar (967–978) besiegte er die gegen ihn ausgesandten Armeen, unterlag aber schließlich 979 im persönlichen Zweikampf gegen Bardas Phokas und floh zu den Arabern. Aus der arabischen Gastfreundschaft bzw. Gefangenschaft zugleich mit 1000 Christen entlassen, rückt er 986 als Gegenkaiser gegen Konstantinopel vor und verbündet sich mit dem gleichzeitig revoltierenden Bardas Phokas dem Jüngeren (* um 940/45, + 13. April 989). Letzterer wird jedoch von Basileios II. (* 958, † 1025) Kaiser von Byzanz (976–1025) in Allianz mit Wladimir I. Swjatoslawitsch „dem Heiligen“, Großfürst der Kiewer Rus (980–1015) der soeben (988) als Schwiegersohn des Kaisers als erster seines Hauses christlich getauft worden war – besiegt und getötet. Bardas Skleros hingegen unterwarf sich, wurde für seinen Verzicht auf die Thronansprüche 991 zum Kuropalates (etwa: Hofpfalzgraf) – und damit zu einem der höchsten Würdenträger des Reiches – ernannt, starb aber bald darauf.
Durch seine von arabischen Historikern wie Ibn Miskawaih († 1030) und Ibn al-Athīr (* 1160, † 1233) – dem bedeutendsten muslimischen Historiker des Hochmittelalters – erwähnte Ehe mit einer Tochter des mit ihm verbündeten Emirs von Mossul, Abu Taghlib (967–978) aus dem Haus der Hamdaniden, ist das Erbe großer arabischer Familien nach Byzanz und von dort nach Europa gelangt.

## Niedergang
Die Skleroi konnten in den folgenden Generationen ihre hohe Stellung halten. Romanos Skleros (* 1010, † nach 1055) der Bruder von Maria Skleraina, der Geliebten des Kaisers Konstantin IX. Monomachos war 1054 Magistros und Dux des Thema Antiochia, 1055 Kuropalates und mit Maria Dukaina (* um 1015) einer Schwester von Konstantin X. Dukas Kaiser des Byzantinischen Reiches verheiratet. Auch seine Söhne Nikolaos Skleros und Michael Skleros hatten 1084 bzw. 1094 das Amt des Kuropalates inne.
Michael Skleros, „Dux“ von Bodena und Sthlanitza, der zu Beginn des 12. Jahrhunderts lebte, scheint jedoch der Letzte seiner Familie gewesen zu sein, der eine hohe staatliche Funktion ausübte. Anschließend ist die Familie offensichtlich in den zweiten Rang zurückgetreten und dürfte sich mehr um ihre Güter als um hohe öffentliche Ämter gekümmert haben. Bis in das 14. Jahrhundert treten Mitglieder der Familie urkundlich auf, sie verschwinden jedoch dann aus den schriftlichen Aufzeichnungen.

## Nachwirkung
Trotz ihres Abganges aus der Geschichte hinterließen die Skleroi eine dauerhafte Nachwirkung, indem Töchter des Hauses in fremde Dynastien einheirateten und dadurch die Nachkommenschaft der Skleroi in weiblicher Linie in ganz Europa verbreiteten.

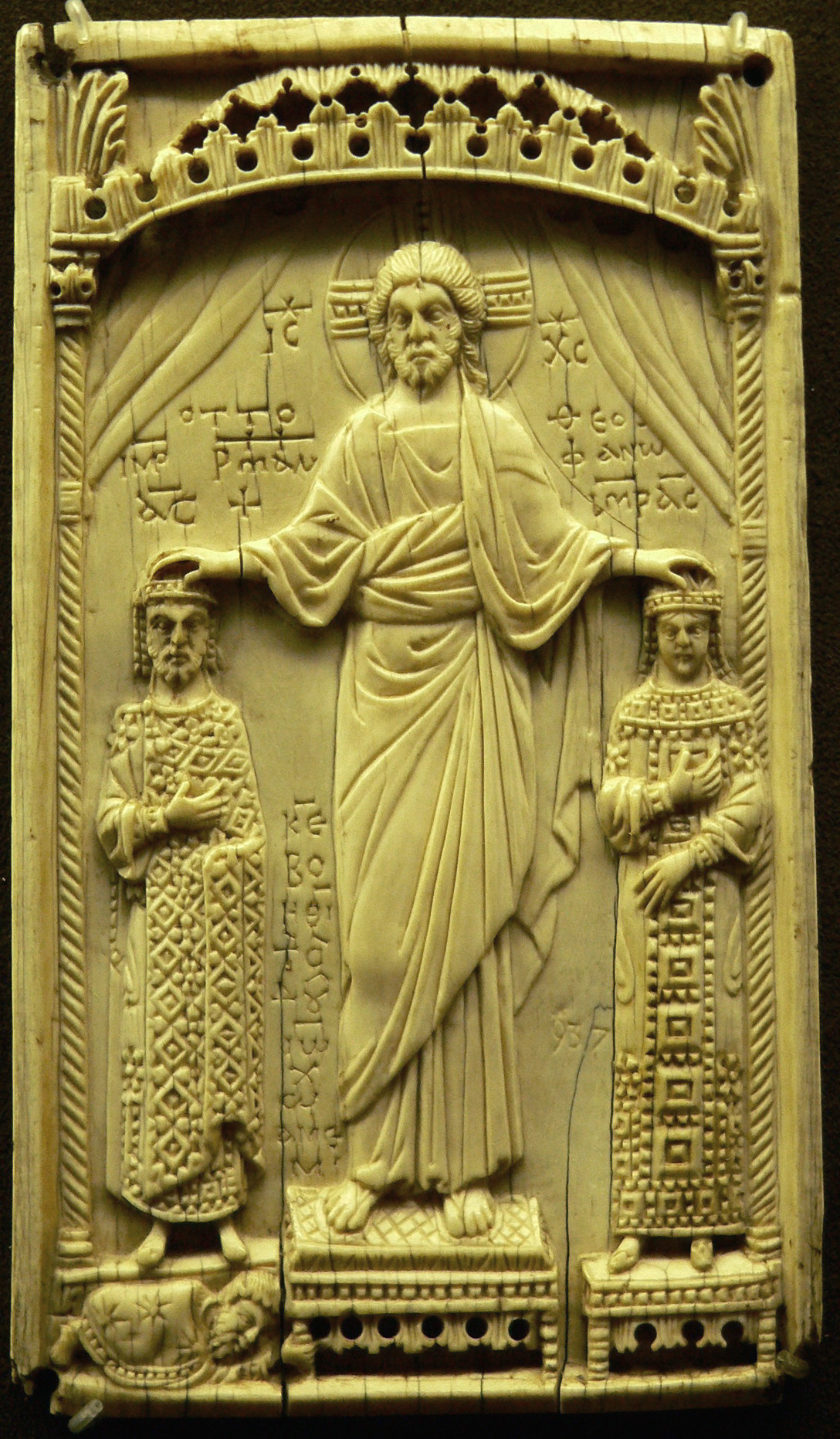
Otto II. und seine Gemahlin Theophanu, von Christus gekrönt und gesegnet; Relieftafel aus Elfenbein, etwa 982/983, Mailand (?), heute Musée de Cluny, Paris

Die bedeutendste diesbezügliche Eheverbindung stellt zweifellos die am 14. April 972 geschlossene Ehe der Theophanu Skleraina (* 955/60, † 15. Juni 991 in Nimwegen) mit Kaiser Otto II. dar.
Theophanu war eine Tochter des Konstantinos Skleros (* um 920, † nach 989) und der Sophia Phokaina, somit eine Großnichte des Nikephoros II., Nichte des Bardas Skleros und eine (angeheiratete) Nichte des Usurpators Johannes Tzimiskes. Sie war damit nicht die erhoffte „purpurgeborene“ Tochter eines byzantinischen Kaisers, erfüllte aber trotzdem ihre politische Funktion, nämlich das westliche Kaisertum als mit dem von Byzanz gleichwertig darzustellen und beide miteinander zu verbinden. Darüber hinaus erwies sie sich als Mitkaiserin und später als Regentin für ihren minderjährigen Sohn Otto III. als eine der einflussreichsten Herrscherinnen des Mittelalters.

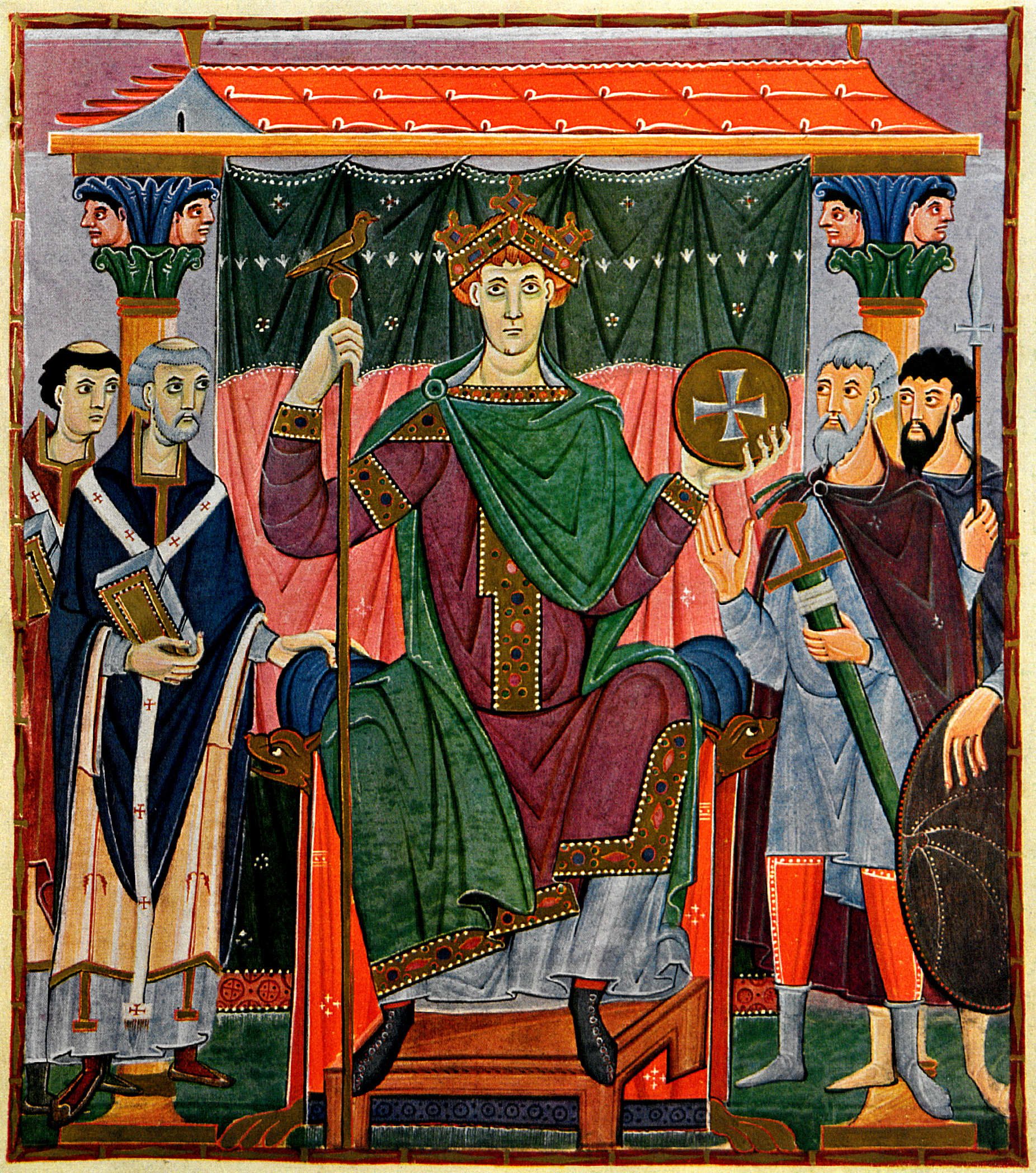
Otto III., der Nachfolger von Kaiser Otto II. Buchmalerei aus dem Evangeliar Ottos III. (Bayerische Staatsbibliothek, Clm 4453, fol. 24r)

Ihr Sohn Otto III. (* 980, † 1002), Römischer Kaiser (996–1002), verstarb zwar früh und unvermählt, die Nachkommenschaft der Kaiserin Theophano verbreitete sich jedoch über ihre Tochter Mathilde von Sachsen († 4. November 1025), die mit Ezzo (Ehrenfried) Pfalzgraf von Lothringen († 1034) verheiratet war, über deren Tochter Richeza von Lothringen (* 995/1000, † 21. März 1063), die 1013 mit Mieszko II. Lambert König von Polen (1025–1031) verheiratet war, auf das Haus der Piasten und von dort auf alle europäischen Herrscherhäuser.

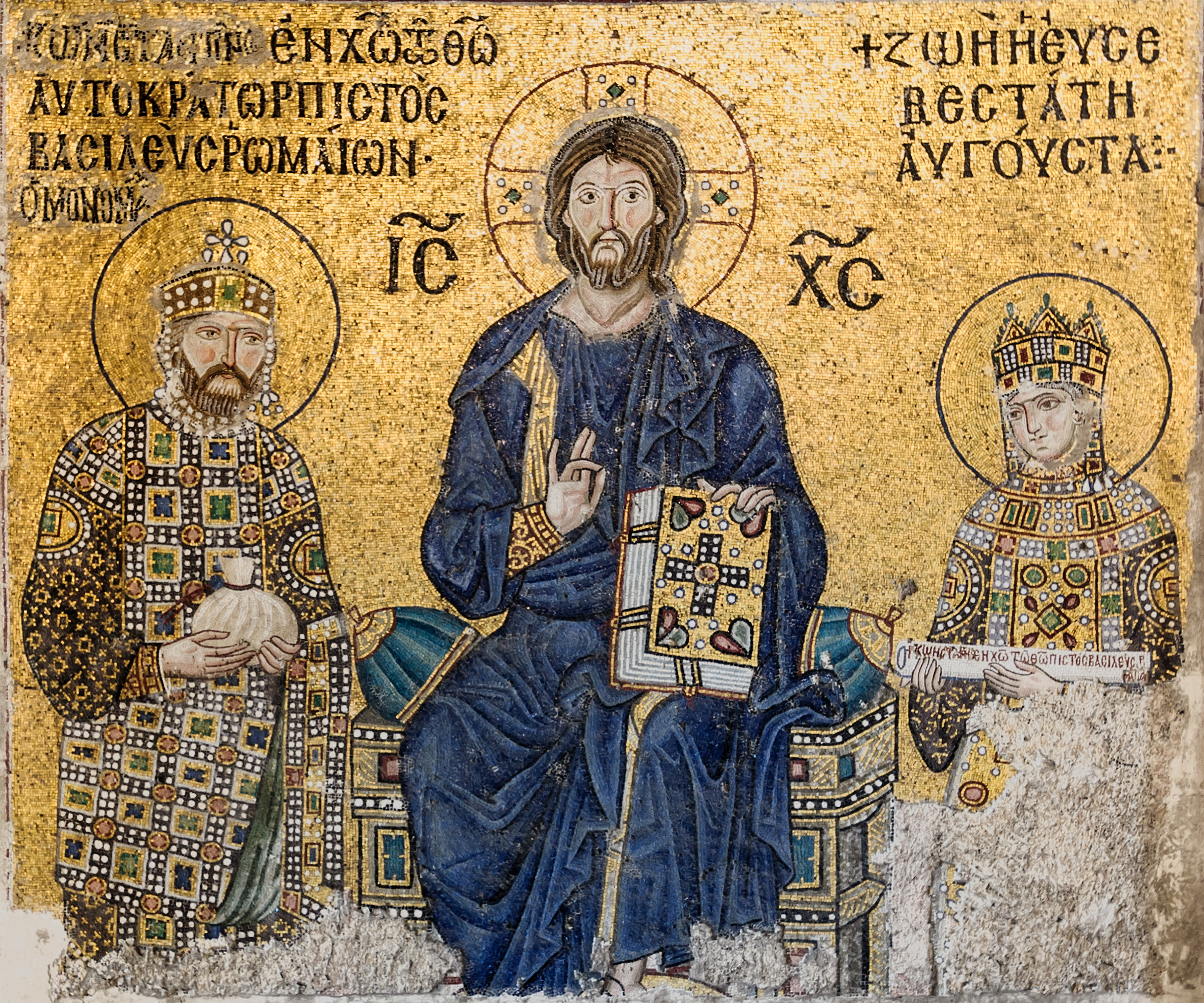
Mosaik von Konstantin IX. und Kaiserin Zoë

Eine andere Verbindung, die in Europa dauerhafte Spuren der Skleroi hinterlassen hat, ist die einer Urenkelin des Bardas Skleros; Maria Skleraina, die die Geliebte von Konstantin IX. Monomachos Kaiser des Byzantinischen Reiches (1042–1055) war. Sie war die Mutter der Anna (Irina) Monomachina, die mit Wsewolod I. Jaroslawitsch (* 1053, † 19. Mai 1125) Großfürst der Kiewer Rus (1113–1125) verheiratet war.
Durch diese Ehe verbreitete sich die Nachkommenschaft der Skleroi nicht nur auf das Haus der Rurikiden aus – etwa auf die Großfürsten von Kiew, die Großfürsten, später Könige von Galitsch, die Großfürsten von Smolensk und von Wladimir-Susdal sowie auf die Großfürsten von Moskau –, sondern sehr bald auch auf die Könige von Dänemark, die Könige von Ungarn aus dem Haus der Árpáden und die Herzöge von Böhmen aus dem Haus der Przemysliden, die Herzöge von Österreich aus dem Haus der sogenannten Babenberger etc. und von dort auf alle großen europäischen Dynastien.

## Stammreihe
Christian Settipani hat die Stammtafel der Skleroi anhand eingehender Untersuchungen wie folgt rekonstruiert:
1. Leon Skleros (* um 775, † 811/814) 811 Strategos des Thema Peloponnes, & Eirene Mamikonjan, eine Tochter von Bardanes „Tourkos“ (der Türke) Mamikonjan und der Dominika, die laut Settipani eine entfernte Nachkommin eines Marinos, der 595 als „Comes“ (etwa: Graf) auftritt und dessen Gemahlin Gordia, die eine Nichte des Maurikios, Kaiser des Byzantinischen Reiches (582–602) war.[14]
  1. N Skleros (* um 800, † nach 838) General 838, stand vorübergehend im Dienst der Araber, ⚭ Ne
    1.  ? Theodoros Skleros (* um 830, † nach 869), Magistros, ⚭ Ne
      1. Antonios Skleros (* um 860, † nach 869), um 890 Stratege von Hellas
      2.  ? Niketas Skleros (* um 865, † nach 894), ⚭ Ne eine Verwandte von Romanos I. Lekapenos Kaiser des Byzantinischen Reiches (920–944)
        1.  ? Pantherios Skleros (I) (* um 900, † nach 944), 944 Domestikos ton scholon, (einer der beiden Oberkommandierenden der Byzantinischen Streitkräfte) ⚭ Gregoria (* um 919), eine Tochter des Bardas (* 885/890), der ein Enkel der gleichnamigen Bruders des Kaisers Basileios I. Kaiser des Byzantinischen Reiches (867–886) und damit ein Großneffe dieses Kaisers war
          1. Konstantinos Skleros (* 935, † 11. März 991) 970 Patrikios, ⚭ Sophia Phokaina (* um 945), eine Tochter des Leo Phokas des Jüngeren (* um 915, † nach 970), 960 Domestikos ton scholon, 963 Kuropalates.
            1.  ? Theophano Skleraina (* um 956/60, † 15. September 991), ⚭ 14. April 972 Otto II. (* 955, † 7. Dezember 983), Römisch-deutscher Kaiser (967–983)[15]
              1. Adelheid von Sachsen (* 977, † 14. Jänner 1044), Äbtissin von Gandersheim und 2. Äbtissin von Quedlinburg
              2. Sophia von Sachsen (* 975, † 30. Jänner 1039 Gandersheim), 1002 Äbtissin von Gandersheim
              3. Otto III. (* Juni/Juli 980, † 23./24. Februar 1002 in Castel Paterno BEI Faleria) Römisch-deutscher Kaiser (996–1002), römisch-deutscher König ab 983.
              4. Mathilde von Sachsen (* 979; † 1025), ⚭ um 992 Ezzo, Pfalzgraf von Lothringen (996–1034) (Nachkommen)

            2.  ? Pantherios Skleros (II.) (* um 975, † nach 1035) Patrikios, Anthypatos, ⚭ Martha Radena (* um 995), Tochter von Johannes Radenos (* um 975) und der Maria Skleraina, einer Tochter des Gegenkaisers Bardas Skleros († 991)
              1.  ? Konstantinos Skleros (* um 1010), Magistros und Rektor 1060/80
                1.  ? Theodoros Skleros (* um 1035)
                  1.  ? Anna Skleraina (* um 1065)
                  2.  ? Konstantinos Skleros (* um 1070)

              2.  ? Leo Skleros (* 1010/15)
              3.  ? Petros Skleros, ⚭ Barbara Skleraina (* 1010/15), Tochter des Thomas Skleros

          2.  ? Ne Skleraina, ⚭ Andronikos Dukas (* um 930)
            1. Bardas Dukas (* um 955, † nach 1016), General 976–1016
              1.  ? Andronikos Dukas (* um 975, † nach 1010)
                1. Konstantin X. Dukas Kaiser des Byzantinischen Reiches (1059–1067) ⚭ (I) Ne Dalassene, Tochter des Generals Konstantin Dalassenos, ⚭ (II) vor 1050 Eudokia Makrembolitissa (* 1021; † 1096), Regentin 1067 und 1071, Tochter von Johannes Makrembolites, Nichte des Michael Kerularios (* um 1000, † 1059) Patriarch von Konstantinopel (1043–1059)
                  1. Michael VII. Dukas, Mitkaiser seit 1060, Kaiser von Byzanz (1067/1071–1078), danach Mönch
                  2. Andronikos Dukas, Mitkaiser (1071–ca. 1078), † nach 1081, ⚭ Maria Prinzessin von Ungarn aus dem Haus der Árpáden, Tochter von Béla I., König von Ungarn (1060/61–1063)
                  3. Theodora Dukaina (* vor 1059, † nach 1075), ⚭ nach 1071 Domenico Silvo Doge von Venedig (1074–1084)
                  4. Konstantios Dukas „Porphyrogenetos“ (der Purpurgeborene) (* 1060, † fällt am 18. Oktober 1081 bei Durazzo (Durrës)), Mitkaiser (1067–1078), Thronprätendent, 1079 Mönch
                  5. Zoe Dukaina „Porphyrogeneta“ (* 1062, † 1136), ⚭ nach Oktober 1081 Adrianos Komnenos, Megas domestikos tes Dyseos, († 19. April 1105) (Nachkommen)

                2. Maria Skleraina (* um 1015) ⚭ Romanos Skleros (* um 1010, † nach 1055) um Kuropalates, Magistros, 1054 Dux von Antiochia (siehe unten)

              2. Maria Skleraina, ⚭ Johannes Tzimiskes (* 924/930, † 10. Januar 976) Kaiser des Byzantinischen Reiches (969–976)
              3. Bardas Skleros (* um 925, † 6. März 991), siehe unten.

1. Bardas Skleros (* um 925, † 6. März 991), 956 Patrikios, 970 Domestikos ton scholon, 976–979 und 986–989 Rebell und Gegenkaiser, 991 Kuropalates, ⚭ Ne Burzaina (* 935/40, Schwester des Michael Burtzes, 968 Dux von Antiochia)
  1. Maria Skleraina, ⚭ Iohannes Radenos (* um 970) Kinder u. a.:
    1. Martha Radena (* um 995), ⚭ Pantherios Skleros (II.) (* um 975, † nach 1035), (siehe oben)
      1. Romanos Skleros (* um 955, † nach 993); Magistros; wurde 976 bei seinem Aufstand vom Emir von Mossul, Abu Taghlib unterstützt ⚭ um 976 Ne al-Taglibi (* 955/60), aus dem Haus der Hamdaniden Tochter von Fadl Allah Abu Taghlib al-Ghandanfar al-Taghlibi, Emir von Mossul (967–978)[16] u. d. Ne bint al-Fadl (Tochter von Abu l’Qasim al Fadl al-Mutīʿ li-ʾllāh 23. Kalif aus dem Haus der Abbasiden in Bagdad (946–974) ?)[17]
        1. Bardas Skleros (* 980)
          1. Romanos Skleros (* 1010, † nach 1055); 1054 Magistros, Dux von Antiochia, 1055 Kuropalates, ⚭ Maria Dukaina (* um 1015); Schwester von Konstantin X. Dukas Kaiser des Byzantinischen Reiches (1059–1067) Tochter des Andronikos Dukas (Enkel der Ne Skleraina, siehe oben)
            1.  ? Nikolaos Skleros (* um 1040, † nach 1084); 1070 Magistros; 1084 Kuroplates.
            2. N Skleros (* um 1045), & Ne
              1. ?Theodora Skleraina
              2. ?Romanos Skleros (* um 1070)
              3. ?Basileios Skleros, (* um 1075); Mönch
              4.  ? Michael Skleros, (* um 1075), Dux von Bodena und Sthalnitza in Russland

            3.  ? Michael Skleros, 1094 Kuropalates
            4.  ? Andronikos Skleros, Logothetes tou dromou (Vorsteher der Diplomatie und der Post), 1104 Sebastos („Majestät“)

          2. Maria Skleraina (* 1010/1015; † 1042/50), war die Geliebte des Konstantin IX. Monomachos, Kaiser des Byzantinischen Reiches (1042–1055) und erhielt von ihm den hohen Titel „Sebaste“[18]
            1. Anna Monomachina (* um 1035, † nach 1053); ⚭ Wsewolod I. Jaroslawitsch (* 1030, † 13. April 1093), Großfürst der Kiewer Rus (1078–1093)[19]
              1. Wladimir Wsewolodowitsch Monomach (* 1053; † 19. Mai 1125), Großfürst der Kiewer Rus (1113–1125) ⚭ (I) um 1070 Gytha von England, T. v. Harald II. Godwinsson König von England, ⚭ (II) Ne († 1107) (dauerhafte Nachkommenschaft aus beiden Ehen)
              2. Jewpraxia (Adelheid) Prinzessin von Kiew (* um 1072, † 1109), ⚭ (I) Heinrich III. „der Lange“ Graf von Stade, Markgraf der Nordmark († 1087); ⚭ (II) 1089 Heinrich IV., Römisch-deutscher Kaiser (1084–1105)[20]

        2. Thomas Skleros, ⚭ Maria Ne
          1. Barbara Skleraina, ⚭ Petros Skleros (Sohn von Pantheros Skleros II.)

        3. Basileios Skleros (* 980/85, † n. 1033) & Pulcheria Argyra (* um 985, † 1033/34); Schwester von Romanos III. Argyros, Kaiser des Byzantinischen Reiches (1028–1034), Tochter des Photios Argyros (* 945/50), Patrikios
          1. Ne Skleraina (* um 1010, † vor 1042), Ehefrau von Konstantin IX. Monomachos Kaiser des Byzantinischen Reiches (1042–1055)